# Ole (Wete)
Ole è una circoscrizione rurale (rural ward) della Tanzania situata nel distretto di Wete, regione di Pemba Nord. Conta una popolazione di 7 018 abitanti (censimento 2012).